# Херман II фон Хепендорф
Херман II фон Хепендорф (на немски: Hermann II von Heppendorf; * пр. 1138; † сл. 1159) е господар на Хепендорф и наследствен фогт на Кьолн.

## Произход
Той е син на Херман I Криспус († сл. 1103/сл. 1125).

## Деца
Херман II има трима сина:
- Герхард I фон Хепендорф († сл. 1190), рицар, наследствен фогт на Кьолн, женен за Дурехин
- Херман фон Хепендорф († сл. 1205), господар на Соест, фогт, съветник, шултайс на Соест, женен за Аделхайд
- Дитрих фон Хепендорф († сл. 1198)